# GO!GO!7188
고!고!7188 (GO!GO!7188, 고! 고! 나나 이치 하치 하치)는 일본의 록 밴드이다. '고고'라는 이름으로도 알려졌다.

## 내력
1998년, 유(본명: 나카시마 유미)와 앗코(본명: 노마 아키코)를 중심으로 전신이 되는 여성 밴드를 결성했다. 데뷔가 결정된 즈음에 드럼 타키(본명: 호소카와 타카시)가 가입하고 2000년에 상경해 싱글 〈타이요〉로 데뷔했다.
2012년 2월 10일, 보컬 유의 탈퇴를 계기로 해체됐다.

## 음반 목록

### 정규 음반
- 《다소쿠 호코》 (蛇足歩行, 2000년)
- 《교타쿠》 (魚磔, 2001년)
- 《다테가미》 (鬣, 2003년)
- 《류제쓰란》 (竜舌蘭, 2004년)
- 《퍼레이드》 (パレード, 2006년)
- 《569》 (2007년)
- 《안테나》 (アンテナ, 2009년)
- 《Go!!GO!GO!Go!!》 (2010년)